# Liste der denkmalgeschützten Objekte in Tulbing
Die Liste der denkmalgeschützten Objekte in Tulbing enthält die 10 denkmalgeschützten, unbeweglichen Objekte der niederösterreichischen Marktgemeinde Tulbing.

## Denkmäler
| Foto |                 | Denkmal                                                          | Standort                                                       | Beschreibung | Metadaten |
| ---- | --------------- | ---------------------------------------------------------------- | -------------------------------------------------------------- | --- | --- |
| ja   | Datei hochladen | Kath. Pfarrkirche hl. Ägidius HERIS-ID: 26535 Objekt-ID: 23016   | Höhenstraße 25 Standort KG: Chorherrn                          | Die ehemalige Wehrkirche ist von einer Friedhofsmauer mit Stützpfeilern umgeben. Die Kirche mit einem Nordturm, im Kern aus dem 13. Jahrhundert, wurde mehrmals verändert und erweitert.                                                              | BDA-Hist.: Q37902336 Status: § 2a Stand der BDA-Liste: 2025-06-30 Name: Kath. Pfarrkirche hl. Ägidius GstNr.: .23 Pfarrkirche Chorherrn                                                                                 |
| ja   | Datei hochladen | Fundzone Tulbingerfeld HERIS-ID: 112212 Objekt-ID: 130284        | Tulbingerfeld Standort KG: Katzelsdorf an der Zeil             | | BDA-Hist.: Q37829576 Status: Bescheid Stand der BDA-Liste: 2025-06-30 Name: Fundzone Tulbingerfeld GstNr.: 324/1, 324/2, 324/7, 659/1, 660/1, 661/7, 661/9, 661/11, 661/12, 659/3, 471/1, 472/2, 110 (KG 20188 Tulbing) |
| ja   | Datei hochladen | Gräberfeld Tulbingerfeld HERIS-ID: 46178 Objekt-ID: 47884        | Tulbingerfeld Standort KG: Katzelsdorf an der Zeil             | | BDA-Hist.: Q38019721 Status: Bescheid Stand der BDA-Liste: 2025-06-30 Name: Gräberfeld Tulbingerfeld GstNr.: 261, 263/2, 263/3, 263/5, 264, 265, 266/1, 266/2, 267/1, 267/2                                             |
| ja   | Datei hochladen | Gerichtsmarterl HERIS-ID: 26534 Objekt-ID: 23015                 | Standort KG: Katzelsdorf an der Zeil                           | Der schlanke hohe Pfeiler des Gerichtsmarterls hat breit abgefaste Ecken sowie einen Nischenaufsatz und stammt aus dem 17. Jahrhundert. | BDA-Hist.: Q37902323 Status: § 2a Stand der BDA-Liste: 2025-06-30 Name: Gerichtsmarterl GstNr.: 466/3 Gerichtsmarterl, Katzelsdorf an der Zeil                                                                          |
| ja   | Datei hochladen | Figur, hl. Johannes v. Nepomuk HERIS-ID: 26533 Objekt-ID: 23014  | An der Zeil 26, gegenüber Standort KG: Katzelsdorf an der Zeil | Eine Johann-Nepomuk-Statue aus dem Jahr 1735 auf einem geschweiften Sockel mit reliefierten Szenen aus dem Leben des Heiligen. | BDA-Hist.: Q37902311 Status: Bescheid Stand der BDA-Liste: 2025-06-30 Name: Figur, hl. Johannes v. Nepomuk GstNr.: 263/2 Statue of John of Nepomuk, Katzelsdorf an der Zeil                                             |
| ja   | Datei hochladen | Pestkreuz HERIS-ID: 26530 Objekt-ID: 23010                       | Schulstraße 15, bei Standort KG: Katzelsdorf im Dorf           | Das Pestkreuz hat einen gedrungenen abgefasten Pfeiler auf achteckigem Sockel mit einem Nischenaufsatz und stammt aus dem 17. Jahrhundert. | BDA-Hist.: Q37902299 Status: § 2a Stand der BDA-Liste: 2025-06-30 Name: Pestkreuz GstNr.: 588/8 Pestkreuz, Katzelsdorf im Dorf                                                                                          |
| ja   | Datei hochladen | Wohnhaus, ehem. Jägerhaus HERIS-ID: 26540 Objekt-ID: 23021       | Klostergasse 2 Standort KG: Tulbing                            | Zweigeschoßiger Bau aus Bruchsteinmauerwerk, im Kern aus dem 15. und 16. Jahrhundert, mit Erweiterungen des 17. und 18. Jahrhunderts. | BDA-Hist.: Q37902348 Status: Bescheid Stand der BDA-Liste: 2025-06-30 Name: Wohnhaus, ehem. Jägerhaus GstNr.: 1334/3 Jägerhaus (Tulbing)                                                                                |
| ja   | Datei hochladen | Kath. Pfarrkirche hl. Mauritius HERIS-ID: 26541 Objekt-ID: 23022 | Kirchengasse 2, neben Standort KG: Tulbing                     | Die spätgotische ehemalige Wehrkirche von 1489 mit dominierendem Dach, wuchtigem Nordturm und späteren Anbauten steht in beherrschender Hochlage im Südosten des Ortes, vom Friedhof mit Umfassungsmauer umgeben.                                     | BDA-Hist.: Q37902362 Status: § 2a Stand der BDA-Liste: 2025-06-30 Name: Kath. Pfarrkirche hl. Mauritius GstNr.: 135/3 Pfarrkirche Tulbing                                                                               |
| ja   | Datei hochladen | Kirchenstiege HERIS-ID: 26542 Objekt-ID: 23024                   | Kirchengasse 2, bei Standort KG: Tulbing                       | Steile Kirchenstiege mit fünf mehrfigurigen barocken Skulpturen, 1974 erneuert. | BDA-Hist.: Q37902376 Status: § 2a Stand der BDA-Liste: 2025-06-30 Name: Kirchenstiege GstNr.: 1332/5 Kirchenstiege (Tulbing)                                                                                            |
| ja   | Datei hochladen | Leopold-Figl-Warte HERIS-ID: 113836 Objekt-ID: 132221seit 2021   | Standort KG: Tulbing                                           | Die nach Leopold Figl benannte Warte wurde 1966/1967 nach Entwürfen von Clemens Holzmeister errichtet. Um die Stahlbetonsäule laufende Stiegen, die dem Bauwerk den Spitznamen Figls Schraube einbrachten, führen zu einer runden Aussichtsplattform. | BDA-Hist.: Q1385742 Status: Bescheid Stand der BDA-Liste: 2025-06-30 Name: Leopold-Figl-Warte GstNr.: 1325/1 Leopold-Figl-Warte                                                                                         |